# Sándor jeruzsálemi püspök
Szent Sándor (ógörögül: Αλέξανδρος), (? – 251. március 18.) jeruzsálemi püspök 213-tól haláláig.
Sándor Septimius Severus római császár uralkodása alatt (193–211) Kappadókia püspökeként működött. Kaiszareiai Euszebiosz elbeszélése szerint 203 körül keresztény hite miatt börtönbe is zárták. Szabadulása után Jeruzsálembe ment, hogy meglátogassa a szent helyeket. Hamarosan az aggastyán Narkisszosz püspök mellé választották segédpüspöknek, majd Narkisszosz halála után jeruzsálemi püspökké tették.
Sándor hosszan, 38 éven keresztül kormányozta a jeruzsálemi egyházat. Kitűnt tanítói tevékenységével: saját költségén Jeruzsálemben nagy könyvtárat létesített a Szentírás és az akkor meglevő szent atyák műveiből. Euszebiosz is Sándor könyvtárát használta Egyháztörténetének írásakor. Alexandriai Szent Kelemen Sándornak ajánlotta az Egyházi szabályokról írott könyvét.
Közel 4 évtizedes jeruzsálemi püspöki szolgálat után, Decius római császár üldözése alatt ismét börtönbe vettették. Ugyan nem végezték ki, de a börtönben töltött hosszú idő megtörte az egészségét, és ott is halt meg 251-ben. Az ortodox egyház szentként tiszteli, és ünnepét december 12. napján üli meg.
Irodalmi munkássága is ismert részben: több levele fennmaradt a Septimius Severus alatti bebörtönöztetéséből, 211-ből. A leveleket Antiochia, Antinopolisz, Egyiptom, és más vidékek lakosainak küldte. Szövegüket Euszebiosz tartotta fenn az utókor számára.